# Castel Castagna

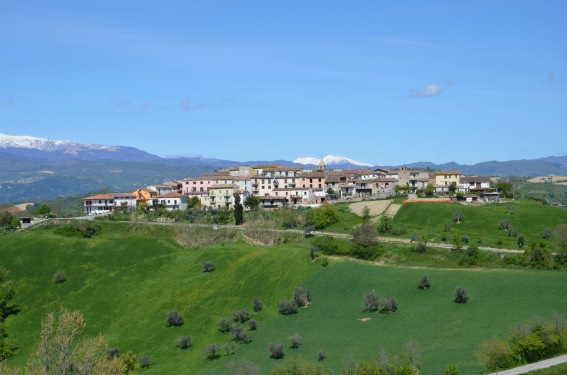
Castel Castagna

Castel Castagna ist eine Gemeinde mit 424 Einwohnern und liegt in der Nähe von Colledara und Tossicia in der italienischen Provinz Teramo. Die Ortschaft ist Mitglied der Comunità Montana Gran Sasso.

## Geografie
Zu den Ortsteilen (Fraktionen) zählen Castagna Vecchia, Ronzano und Villa Ruzzi.
Die Nachbargemeinden sind: Basciano, Bisenti, Castelli, Cermignano, Colledara, Isola del Gran Sasso d’Italia und Penna Sant’Andrea.
Die Gemeinde liegt rund 26 Kilometer vom Hauptort der Provinz, der Stadt Teramo und 38 Kilometer von der Adriaküste entfernt.

## Sehenswürdigkeiten
- Die Gemeinde verfügt über drei Kirchen: Chiesa parrocchiale di San Pietro Martire, Chiesa della Madonna della Grazie und Chiesa di Santa Maria in Ronzano.